# Rudauli
Rudauli è una suddivisione dell'India, classificata come municipal board, di 36.804 abitanti, situata nel distretto di Faizabad, nello stato federato dell'Uttar Pradesh. In base al numero di abitanti la città rientra nella classe III (da 20.000 a 49.999 persone).

## Geografia fisica
La città è situata a 26° 45' 0 N e 81° 45' 0 E e ha un'altitudine di 104 m s.l.m..

## Società

### Evoluzione demografica
Al censimento del 2001 la popolazione di Rudauli assommava a 36.804 persone, delle quali 18.978 maschi e 17.826 femmine. I bambini di età inferiore o uguale ai sei anni assommavano a 6.280, dei quali 3.148 maschi e 3.132 femmine. Infine, coloro che erano in grado di saper almeno leggere e scrivere erano 17.276, dei quali 10.063 maschi e 7.213 femmine.